# Брунеј на Светском првенству у атлетици у дворани 2008.
Брунеј је учествовао на Светском првенству у атлетици у дворани 2008. одржаном у Валенсији од 7. до 9. марта први пут. Репрезентацију Брунеја представљао је један такмичара који се такмичио у трци на 60 метара.
Брунеј није освојио ниједну медаљу али је његов такмичар остварио лични рекорд.

## Учесници
Мушкарци:
- Шахрифул Бахрин Заинал — 60 м

## Резултати

### Мушкарци
| Атлетичар              | Дисциплина | Лични рекорд | Квалификација | Квалификација | Полуфинале           | Полуфинале           | Финале               | Финале       | Детаљи |
| Атлетичар              | Дисциплина | Лични рекорд | Резултат      | Место         | Резултат             | Место                | Резултат             | Место        | Детаљи |
| ---------------------- | ---------- | ------------ | ------------- | ------------- | -------------------- | -------------------- | -------------------- | ------------ | ------ |
| Шахрифул Бахрин Заинал | 60 м       |              | 7,44 ЛР       | 7. у гр. 8    | Није се квалификовао | Није се квалификовао | Није се квалификовао | 54 / 58 (62) |        |